# Brasão de armas da Tailândia
O brasão de armas da Tailândia, com o característico Garuda, um valor dos budistas e da mitologia hindu. Na Tailândia, este valor é usado como símbolo da família real e de autoridade. Esta versão do valor é referido como Krut Pha, significando "garuḍa agindo como o veículo (de Vishnu)."
O Garuda também está patente no brasão de armas da Indonésia e como símbolo da cidade da Mongólia, a capital Ulã Bator. Esta insígnia é semelhante ao indonésio, quanto à insígnia não possui um escudo heráldico.